# Культура Огненной Земли
Культура Огненной Земли — культура коренных жителей архипелага Огненная Земля.

## Языки
Языки были достаточно своеобразны. Она (селькнамы) говорили на жёстком, гортанном языке, тогда как когда их соседи яганы (ямана) говорили на языке приятном и благозвучном. Слова яганского языка, который, согласно поверхностному изучению лингвистами, имел параллели в языках бразильских индейцев, были очень мелодичными, а сам язык был богат тонами. Было очень много слов, которые выражали разные нюансы языка (Mamihlapinatapai — «Взгляд между двумя людьми, в котором выражается желание каждого, что другой станет инициатором того, чего хотят оба, но ни один не хочет быть первым»). Язык алакалуфов (халаквулупов) был похож на селькнамский. Огнеземельские языки плохо сохранились из-за вытеснения испанским. Например, на языке яганов сейчас говорит только один человек — чилийская певица и этнограф Кристина Кальдерон (род. 1928).

## Одежда
Одежда туземцами почти не носилась, ни взрослыми, ни детьми, хотя на островах было довольно прохладно, и температура даже в июле редко поднималась выше 10 градусов. Племя она делало плащи из шкур гуанако, которые постоянно поворачивали против ветра на удерживавших их ремнях. Существовали набедренные повязки, также из шкур гуанако, а также особая обувь — хамни (хотя обувью можно было назвать это с трудом — это просто были куски шкур гуанако, обвязанные вокруг щиколоток). У она имелись головные уборы — грубо пошитые конические шапки из шкур гуанако. У яганов были плащи из шкур выдр и тюленей. У женщин — короткие треугольные передники. У восточных яганов встречалась одежда, схожая с тем, что имелось у племени она. Браслеты из кожи тюленя служили украшениями. Носились они на запястьях и ногах. Были головные уборы из перьев баклана. Интересно то, что головные уборы из перьев баклана носили любые мужчины, а вот головной убор с перьями цапли, мог носить только знахарь — Йекамуш (Йокамуш). Также встречались украшения из морских раковин. Гребень из челюсти дельфина применялся как аксессуар.

## Раскраска тела
Было три основных цвета:
- Белый означал войну,
- красный — дружбу,
- а чёрный, как и у европейцев, — траур.

Краски получались путём смешивания красителя с жиром. Чёрный — зола, белый — глина, красный — охра.

## Оружие и утварь
Она охотились на гуанако с луком. У яганов случился регресс с луком: вначале с ним охотились на птиц, а потом просто перестали использовать. Алакалуфы тоже почти не использовали лук.
Лук изготавливался из букового дерева. В качестве тетивы использовали тюленьи жилы, ремни из кожи, кишки животных. Стрелы изготавливались из ветвей барбариса. Лук достигал в длину 1,5 м, стрелы — 1 м. Наконечники стрел треугольной формы изготавливались из обсидиана, диорита, кости.
Кремнёвые орудия редко использовались огнеземельцами. Яганы торговали с Она, так как не умели сами делать наконечники. Широкое применение у яганов получил гарпун. Гарпуны имели длину до 3 м. Наконечники делали из китовой и тюленьей кости и крепились к древку ремнями из кожи. Употреблялась на охоте и праща, особенно хорошо ею владели алкалуфы.
Туземцам не было известно гончарное дело. Огонь добывали высеканием из камня искр. Аборигены использовали огонь для рубки деревьев.
Она и частично восточные ямана использовали для охоты дрессированных собак.
Для рыбной ловли применялись удочки; леска из растительного волокна: водорослей, сухожилий. Удочки отличались от нашего привычного представления: вместо крючка было кольцо. Ловили рыбу и с помощью красиво сплетённых корзин из водорослей и травы. Фуэгины (Огнеземельцы) изготавливали вёдра из коры и кожи тюленя, что-то подобное тарелкам из раковин. Раковины широко применялись племенами: из них делали скребки, украшения. Часто использовалась кость. Из неё изготавливали шилья, украшения, наконечники для стрел, гарпунов, копий. Камень не получил широкого применения.

## Лодки
Лодки яганы делали из коры бука, сшитой китовым усом. Прямо в лодке была земля для разведения костра. Скамеек не было. Размеры лодки достигали 5 м в длину и 0,7 м. в ширину. Такая лодка вмещала 5-7 человек. Лодки были недолговечны, примерно полгода служили индейцам (в отличие от лодок-долблёнок, появившихся в XX веке). Процесс же изготовления был достаточно сложен. Кора долго отмачивалась в воде, а затем её сшивали: делали отверстия костяными шильями и пропускали сквозь них китовый ус, а затем корой обшивался каркас из полукруглых деревянных распорок. Лодки алкалуфов сильно отличались по конструкции. Они изготовлялись из нескольких досок, согнутых в распаренном состоянии и сшитых китовым усом. Вместительность такой лодки до 12 человек, но она была ещё менее прочная чем у яганов. Главная особенность лодок алкалуфов состояла в том, что их можно было разобрать. Для преодоления мели или узкого пролива их разбирали, а затем, пройдя этот участок, вновь собирали. Были даже паруса из тюленьей шкуры с канатами из растительного волокна. Эти лодки именовались «далькасами».

## Жилище
Из-за разных погодных и географических условий, форма жилищ была абсолютно разная. Селькнамы — сооружали хижины конической формы, вбивали по окружности жерди и связывая их наверху, покрывали шкурами гуанако. Вход делался с таким расчётом, чтобы быть защищённым от ветра. В центре постоянно поддерживали огонь. Отверстие для дыма было наверху с подветренной стороны. Пол выстилали травой. Когда она были чисто кочевым племенем, жилище переносили с места на место. Если стоянка очень кратковременна, то вместо хижин пользовались заслоном из ветвей с наветренной стороны. Восточные яганы строили хижины конической формы, сходные с постройками селькнамов, хотя меньше по размерам. Такое жилище ставили чаще всего на берегу и в нём имелось два входа: один со стороны леса, другой со стороны моря. Западные яганы строили жилища в виде стогов сена. Сооружали их из воткнутых в землю, пригнутых к центру и связанных вместе ветвей, покрытых шкурами тюленя — зимой и травой — летом. Конические хижины ямана, кочуя, брали с собой, а от «стогообразных» оставляли остов, чтобы им могли воспользоваться другие. Алакалуфы жили в лодках, природных навесах и пещерах.

## Рацион питания
Местные индейцы были охотниками и собирателями (в отличие от остальных, более развитых племён). Основной рацион восточных яганов и селькнамов составляли моллюски и мясо гуанако. Основную пищу западных яганов и алкалуфов составляли рыба, мясо тюленей, ракообразные и моллюски. Мясо и рыбу никогда не ели в сыром виде. Сало топили на горячих камнях, моллюсков пекли в горячей золе, рыбу запекали в створках раковин, мясо жарили на раскалённых камнях. Пищу не умели варить, хотя известно было кипячение воды. Жир считался большим деликатесом. Его набивали в кишки животных. Очень большую роль в пище играли моллюски. Так как они потреблялись в очень больших количествах, то за короткий срок возле хижин вырастали значительные кучи раковин, зачастую очень значительных размеров. Такие кучи часто заполнялись веками. Сейчас их находят по всей Огненной Земле, где некоторые такие кучки, использовались, как захоронения.

## Праздники, инициации, обычаи
Жизнь огнеземельцев была непростой. Почти постоянно требовались поиски пищи, из-за чего осталось несколько основных праздников: рождение, инициация, похороны. У яганов был интересный обычай хранить подолгу (до четырёх лет) пуповину ребёнка. Потом следовали странные обряды: надо было найти птицу крапивник, и принести её четырёхгодовалому ребёнку, который привязывал свою пуповину на шею крапивнику, и птица улетала. Возможно это было что-то вроде инициации. Была и другая, более важная инициация, свидетельствующая о переходе из детской жизни, во взрослую. В течение нескольких месяцев проходившим инициацию требовалось учить заповеди народа, обычаи. Приходилось проходить сложные испытания - такие как долгое проведение времени, в крайне неудобной позе.

## Итоги
Это была одна из примитивнейших культур не только на континенте, но и в мире. У них не было ни живописи, ни скульптуры (даже в самых примитивных формах). Песни и танцы были однообразны и часто не имели смысла. В XX веке культура огнеземельцев была полностью уничтожена заселившими остров аргентинцами и европейцами.